# Malcolm Martineau
Malcolm Martineau (* 3. Februar 1960 in Edinburgh) ist ein schottischer Pianist, der primär als Liedbegleiter wirkt.
Martineau studierte am St. Catharine’s College in Cambridge und am Royal College of Music in London.
Als Liedbegleiter hat er in London u. a. im Barbican Centre, der Queen Elizabeth Hall und dem Royal Opera House Covent Garden konzertiert. Weitere Auftritte führten ihn an die Mailänder Scala, an das Théâtre du Châtelet in Paris, an das Teatro Liceu Barcelona, in Berlin in die Philharmonie und das Konzerthaus am Gendarmenmarkt, in Wien in den Musikverein und das Konzerthaus, in das Concertgebouw Amsterdam, in die New Yorker Alice Tully Hall und Carnegie Hall, an das Sydney Opera House sowie zu Festivals in Aix en Provence, Edinburgh und Salzburg.
Unter den Sängern, mit denen Martineau zusammenwirkte, sind Sir Thomas Allen, Dame Janet Baker, Olaf Bär, Florian Boesch, Barbara Bonney, Ian Bostridge, Susan Bullock, Lucy Crowe, Mojca Erdmann, Bernarda Fink, Elīna Garanča, Angela Gheorghiu, Susan Graham, Thomas Hampson, Della Jones, Christiane Karg, Simon Keenlyside, Angelika Kirchschlager, Magdalena Kožená, Solveig Kringelborn, Dame Felicity Lott, Christopher Maltman, Karita Mattila, Lisa Milne, Ann Murray, Hanno Müller-Brachmann, Anna Netrebko, Anne Sofie von Otter, Miah Persson, Dorothea Röschmann, Kate Royal, Michael Schade, Anne Schwanewilms, Frederica von Stade, Bryn Terfel und Sarah Walker.
An der Londoner Wigmore Hall und beim Edinburgh Festival gestaltete Martineau jeweils eigene Konzertserien mit Schwerpunkten auf den Werken von Benjamin Britten, Francis Poulenc und Hugo Wolf.